# Nicolas Lhernould
Nicolas Lhernould, né le 23 mars 1975 à Courbevoie, est un évêque catholique français, spécialiste de l'Afrique du Nord. Ordonné prêtre du diocèse de Tunis le 22 mai 2004, il en devient le vicaire général en 2012. Le 9 décembre 2019, il est nommé évêque de Constantine et Hippone en Algérie ; il est consacré le 8 février 2020 en la cathédrale de Tunis et est installé dans son diocèse en la basilique Saint-Augustin d'Annaba le 29 février suivant.

## Biographie

### Jeunesse et formation
Nicolas Lhernould naît le 23 mars 1975 à Courbevoie (Hauts-de-Seine). Il fait ses études secondaires et passe son baccalauréat au lycée Sainte-Croix de Neuilly. Au cours de ces années il est membre de la Maîtrise des Petits Chanteurs de Sainte-Croix de Neuilly (The Paris Boys Choir) où il découvre la musique sacrée et le chant grégorien sous la direction de François Polgár. Par la suite il étudie au lycée Sainte-Marie de Neuilly, avec lequel il part découvrir la Tunisie avec un groupe de jeunes enseignants en 1994. Diplômé de sociologie et d'économétrie à Paris-10-Nanterre en 1995 et 1996, puis agrégé de sciences sociales à l’École normale supérieure de Cachan, il part en 1997 comme coopérant en Tunisie où il enseigne les mathématiques pendant deux ans.   

### Prêtre
Il entre en 1999 au séminaire français de Rome pour le diocèse de Tunis, où il est ordonné prêtre le 22 mai 2004. Après avoir terminé ses études théologiques, il a obtenu, en 2003, le Baccalauréat canonique en Théologie à l'Université pontificale grégorienne et en 2006, la Licence canonique en Sciences et Théologie Patristiques à l'Institut patristique Augustinianum, avec un travail détaillé sur les homélies de saint Fulgence de Ruspe. À son retour en Tunisie en 2005, il est nommé curé de la paroisse saint Félix de Sousse, Monastir et Mahdia, puis en 2012 vicaire général et curé de la paroisse Sainte-Jeanne-d'Arc de Tunis et directeur du Centre d’études de Carthage.     
Le 25 avril 2019, il est nommé directeur national des Œuvres pontificales missionnaires en Tunisie pour un quinquennat 2019-2024.

### Évêque
Lors de sa nomination en tant qu'évêque de Constantine-Hippone par le pape François le 9 décembre 2019, il devient le plus jeune évêque français à l'âge de 44 ans. 
Sa consécration épiscopale a eu lieu en Tunisie le 8 février 2020 à la cathédrale Saint-Vincent-de-Paul-et-Sainte-Olive de Tunis par le cardinal Cristóbal López Romero, archevêque de Rabat, comme consécrateur principal et Paul Desfarges, archevêque d'Alger, et George Bugeja (it), vicaire apostolique de Tripoli, comme co-consécrateurs. 
Le 29 février, Nicolas Lhernoud est installé sur son siège épiscopal dans la basilique Saint-Augustin d'Annaba qui est la pro-cathédrale du diocèse de Constantine-Hippone où quelque 500 fidèles dont des Tunisiens et Algériens, 80 prêtres dont 15 évêques ont pris part à cet événement historique.
Le 4 avril 2024, il est nommé archevêque de Tunis, prenant la suite de Mgr Ilario Antoniazzi. Il est installé le 8 juin 2024 en la cathédrale Saint-Vincent-de-Paul de Tunis par son prédécesseur Mgr Ilario Antoniazzi.